# Люксюгюн
Люксюгюн (рос. Люксюгюн) — селище у Кобяйському улусі Республіки Сахи Російської Федерації.
Населення становить 222 особи. Належить до муніципального утворення Ариктахський наслег.

## Історія
Згідно із законом від 30 листопада 2004 року органом місцевого самоврядування є Ариктахський наслег.

## Населення
| 2002 | 2010 |
| ---- | ---- |
| 216  | ↗222 |